# Arturo Jelardi
Arturo Jelardi (San Marco dei Cavoti, 4 ottobre 1896 – San Marco dei Cavoti, 16 febbraio 1944) è stato un politico e giornalista italiano.

## Biografia
Nipote del patriota  e politico Nicola Jelardi, figlio del consigliere provinciale cav. Ferdinando e della marchesa Carlotta Polvere Cassitto di Ravello dei conti d'Ortenburg, Arturo Francesco Rosario Jelardi nacque a San Marco dei Cavoti da nobile famiglia del luogo nel palazzo di Piazza Risorgimento. 
Orfano di padre ad appena due anni, venne allevato dal nonno paterno, marchese Nicola Polvere –senatore e deputato–  e, compiuti gli studi superiori a Benevento, si iscrisse alla facoltà di medicina e chirurgia a Napoli fin quando prese parte alla prima guerra mondiale nella X Compagnia di Sanità (1916) come Caporale; inviato nelle zone di guerra nelle truppe dell'Armata d'Oriente (35ª Divisione) fu promosso Sergente medico di Sanità e prestò servizio presso ospedali e posti di medicazione a Salonicco ove compì opera altamente meritoria per soccorrere i soldati feriti. Assegnato al Battaglione speciale studenti universitari (1918), prestò servizio all'Ospedale di Toppa (Brescia) nella III Compagnia di Sanità, quindi nella VII Sezione Disinfezioni e infine nella X Compagnia di Sanità (1919), autorizzato a fregiarsi della Medaglia Interalleata della Vittoria. 
Al termine del conflitto conseguì a Napoli la laurea in medicina nel 1921 con una tesi sulla leucemia monocitica e sotto la guida dell'insigne clinico Pietro Castellino, che fu vicino al premio Nobel. Dopo la laurea per qualche tempo si dedicò all'ostetricia iniziando a specializzarsi con il professor Emilio Rossi.
Aderì poi al Partito Nazionale Fascista abbandonando la professione e, dedicandosi esclusivamente alla politica, fondò i fasci di vari paesi della provincia; nel gennaio 1924 fu designato come rappresentante della Campania (assieme a Giulio Salvi) per il Comitato Elettorale costituito in vista delle successive elezioni. Posto a capo di un triumvirato per la riorganizzazione del fascismo in ambito locale, fu poi chiamato a ricoprire dal 1924 al 1929 la carica di Segretario federale della provincia di Benevento. I personaggi che ricoprirono incarichi analoghi del Partito Nazionale Fascista nelle altre province d'Italia furono complessivamente chiamati Ras, ma Jelardi da questo punto di vista si distinse molto dalla loro figura media: in genere gli altri segretari federali avevano avuto infatti solo il merito di essere gli organizzatori delle squadracce, Jelardi, invece, era di origini aristocratiche, nipote del senatore e deputato marchese Nicola Polvere, e aveva conservato l'impronta di una educazione raffinata avendo poco da spartire con gli aspetti più violenti dei ras della Val padana o della Toscana. Per di più, sposando nel 1925 Irma Alberti, figlia di Vincenzo Alberti e quindi nipote di Giuseppe, fondatore della fabbrica del Liquore Strega, era entrato in una famiglia importante dell'imprenditoria beneventana, ma - in procinto di diventare cognato del deputato al Parlamento Gaetano Alberti - volle per correttezza presentare le proprie dimissioni, che furono però respinte. 
Arturo Jelardi ricoprì anche numerosi altri incarichi pubblici tra cui quello di Vice Presidente del Consiglio Provinciale dell'Economia di Benevento (la presidenza era affidata ai prefetti), nonché Presidente del Dopolavoro, Presidente del Comitato Intersindacale, Componente della Commissione Censuaria Provinciale, Presidente della Colonia degli orfani dei contadini morti in guerra, Componente della Commissione Censuaria Provinciale, Presidente del Consorzio Luigi Luzatti, Presidente della Cooperativa di Consumo, Presidente del Consorzio Valle Telesina, membro della commissione per la rappresentanza e la liquidazione della provincia di Caserta.
Attivo anche in ambito giornalistico, fondò e diresse il giornale A Noi! e fu direttore del settimanale Sannio Fascista. Negli anni in cui fu Segretario politico provinciale diede forte impulso alla vita sociale, culturale ed economica della città di Benevento e dei comuni limitrofi, collaborando sia con il podestà beneventano Matteo Renato Donisi che con il capo della polizia Arturo Bocchini alla realizzazione di importanti opere tra cui il progetto per l'istituzione di una tenda di polizia a Benevento destinata ad accogliere circa 700 uomini.
Successivamente venne più volte accusato ingiustamente da alcuni nemici di gravi illeciti, di diserzione e finanche di possedere beni di origine demaniale, ma tutti i processi e le inchieste (condotte da Letta, Giannattasio e Fronteri) promosse dal PNF sul suo conto, rivelarono sempre l'infondatezza delle accuse e la sua assoluta onestà, tanto che egli restò al suo posto per cinque anni, dal 1924 al 1929. 
Inviso al prefetto cittadino Oreste Cimoroni, che poco ne tollerava il rigore e lo scrupolo nello svolgere il proprio incarico in maniera assolutamente integerrima, Jelardi finì col diventare un personaggio scomodo nella politica locale.
Cedendo alle forti pressioni di Cimoroni, gli alti dirigenti del Partito Fascista lo espulsero quindi improvvisamente ed arbitrariamente dal PNF nel mese di gennaio 1929 e gli tolsero ogni incarico. Essendo assolutamente immotivata, l'espulsione venne poi commutata nel ritiro della tessera. 
Vittima di intrighi, di giochi di potere e di politici senza scrupoli, Jelardi venne sostituito nell'incarico di Federale da un mite maestro elementare, Alberto Varano, personaggio dell'entourage di Cimoroni e più facilmente "manovrabile".  
Subirono la sua stessa sorte anche Donisi ed Alberti, nonché Mario Coppola, Capo dell'ufficio stampa della federazione fascista di Benevento e fratello del più noto professor Goffredo Coppola (rettore dell'università di Bologna e fucilato a Dongo con Mussolini ed altri gerarchi). 
Donisi, Alberti, Coppola ed altri collaboratori di Jelardi vennero tutti radiati dal PNF senza alcun motivo e senza possibilità di difesa. Donisi, ex podestà di Benevento, fu addirittura trasferito ad Orvieto come ufficiale postale. 
Avendo sempre rinunciato ad ogni genere di stipendio e provvigione e finanche ai doni in denaro ricevuti in occasione delle nozze dai colleghi di partito, Jelardi, tradito dai suoi stessi collaboratori, si trovò quindi in condizioni economiche precarie. Fu riammesso nel PNF nel 1940, ma intanto era già minato da una forte depressione poi sfociata nella pazzia per il sopravvenire di una malattia contratta in guerra, la quale gli impedì anche di tornare a dedicarsi alla professione di medico.
Scrive a proposito il magistrato Francesco de' Conno che egli "travolto dai vortici del regime fascista vi rifuse tutti i suoi beni e dolorosamente anche la salute".
Dopo aver alienato tutta la sua immensa proprietà terriera per sopravvivere, visse dunque per quindici anni stremato fisicamente e moralmente da una lunga ed incurabile malattia contratta in guerra, morendo nel 1944 nell'antico palazzo di famiglia in San Marco dei Cavoti ove una lapide ricorda i suoi meriti per aver "consacrato alla politica pensiero, cuore e dovizie".
Dalle nozze con Irma Alberti, celebrate a Napoli dal cardinale Alessio Ascalesi e con compare d'anello S.E. Attlio Teruzzi - non nacquero figli, ed inoltre durante la malattia il matrimonio finì con la separazione. Arturo Jelardi fu assistito dalla madre e dal fratello Mario, ingegnere di idee liberali, il quale alla sua morte volle egli fosse tumulato quasi in anonimato, in un loculo del cimitero del paese con la sola scritta "FAMIGLIA JELARDI". 
Nel 2004 i suoi resti sono stati traslati nella cappella di famiglia in una tomba sulla cui lapide è stato inciso il suo nome "COMM. DR. ARTURO JELARDI SEGRETARIO FEDERALE DEL SANNIO".
Arturo Jelardi non lasciò beni materiali, ma soltanto un cospicuo archivio di documenti, lettere e memoriali che sono stati poi catalogati e riordinati per la stesura di una sua biografia riportata nel volume a cura del pronipote ed intitolata Sanniti nel Ventennio tra fascismo e antifascismo.